# Campeonato Mundial de Ginástica Artística de 2001
O XXXV Campeonato Mundial de Ginástica Artística transcorreu entre os dias 28 de outubro e 4 de novembro de 2001, na cidade de Gante, Bélgica.
Esta foi a primeira competição a utilizar a "mesa" ao invés do "cavalo", nas provas do salto.

## Eventos
- Equipes masculinas
- Individual geral masculino
- Solo masculino
- Barra fixa
- Barras paralelas
- Cavalo com alças
- Argolas
- Salto sobre a mesa masculino
- Equipes femininas
- Individual geral feminino
- Trave
- Solo feminino
- Barras assimétricas
- Salto sobre a mesa feminino

## Medalhistas
Masculino
| Evento                    | Ouro | Prata | Bronze |
| Equipes detalhes          | Ivan Ivankov · Alexander Kruzhylov · Dimitri Kaspiarovich · Vitali Valinchuk · Denis Savenkov · Alexei Sinkevich · Bielorrússia · (169,622) | Raj Bhavsar · Morgan Hamm · Stephen McCain · Sean Townsend · Guard Young · Brett McClure · Estados Unidos · (166,845) | Roman Zozulya · Ruslan Myezyentsev · Andrei Mykaylichenko · Andrei Lipski · Olexander Beresh · Sergei Vialtsev · Ucrânia · (165,483) |
| Individual geral detalhes | Feng Jing · China · (56,211) | Ivan Ivankov · Bielorrússia · (56,124)                                                                                | Jordan Jovtchev · Bulgária · (56,058)                                                                                                |
| Salto detalhes            | Marian Drăgulescu · Roménia · (9,668) | Jevgēņijs Saproņenko · Letônia · (9,643)                                                                              | Charles Leon Tamayo · Cuba · (9,624)                                                                                                 |
| Solo detalhes             | Jordan Jovtchev · Bulgária · Marian Drăgulescu · Roménia · (9,550)                                                                          | nenhum | Igors Vihrovs · Letônia · (9,425) |
| Cavalo com alças detalhes | Marius Urzică · Roménia · (9,800) | Xiao Qin · China · (9,775)                                                                                            | Olexander Beresh · Ucrânia · (9,662)                                                                                                 |
| Barras paralelas detalhes | Sean Towsend · Estados Unidos · (9,700) | Eric López · Cuba · (9,675)                                                                                           | Ivan Ivankov · Bielorrússia · (9,637)                                                                                                |
| Argolas detalhes          | Jordan Jovtchev · Bulgária · (9,775) | Szilveszter Csollany · Hungria · (9,712)                                                                              | Andrea Coppolino · Itália · (9,650)                                                                                                  |
| Barra fixa detalhes       | Vlasios Maras · Grécia · (9,737) | Olexander Beresh · Ucrânia · Philippe Rizzo · Austrália · (9,725)                                                     | nenhum |

Feminino
| Evento                    | Ouro | Prata | Bronze |
| Equipes detalhes          | Andreea Răducan · Loredana Boboc · Andrea Ulmeanu · Silvia Stroescu · Sabina Cojocar · Carmen Ionescu · Roménia · (110,209) | Svetlana Khorkina · Lyudmila Ezhova · Elena Zamolodchikova · Maria Zassypkina · Natalia Ziganshina · Rússia · (109,023) | Mohini Bhardwaj · Katie Heenan · Ashley Miles · Tasha Schwikert · Rachel Tidd · Tabitha Yim · Estados Unidos · (108,514) |
| Individual geral detalhes | Svetlana Khorkina · Rússia · (37,617)                                                                                       | Natalia Ziganshina · Rússia · (37,305)                                                                                  | Andreea Răducan · Roménia · (36,949)                                                                                     |
| Salto detalhes            | Svetlana Khorkina · Rússia · (9,412)                                                                                        | Oksana Chusovitina · Uzbequistão · (9,349)                                                                              | Andreea Răducan · Roménia · (9,243)                                                                                      |
| Solo detalhes             | Andreea Răducan · Roménia · (9,550)                                                                                         | Daniele Hypolito · Brasil · (9,487)                                                                                     | Svetlana Khorkina · Rússia · (9,375)                                                                                     |
| Trave detalhes            | Andreea Răducan · Roménia · (9,662)                                                                                         | Lyudmila Ezhova · Rússia · (9,650)                                                                                      | Xiaojiao Sun · China · (9,575)                                                                                           |
| Barras assimétricas       | Svetlana Khorkina · Rússia · (9,437)                                                                                        | Renske Endel · Países Baixos · (9,425)                                                                                  | Katie Heenan · Estados Unidos · (9,212)                                                                                  |

## Quadro de medalhas
| Ordem | País           | Medalha de ouro | Medalha de prata | Medalha de bronze |    |
| ----- | -------------- | --------------- | ---------------- | ----------------- | -- |
| 1     | Roménia        | 3               | 3                | 1                 | 7  |
| 2     | China          | 2               |                  | 1                 | 3  |
| 3     | Estados Unidos | 1               | 1                | 2                 | 4  |
| 4     | Bielorrússia   | 1               | 1                | 1                 | 3  |
| 4     | China          | 1               | 1                | 1                 | 3  |
| 6     | Grécia         | 1               |                  |                   | 1  |
| 7     | Ucrânia        |                 | 1                | 2                 | 3  |
| 8     | Cuba           |                 | 1                | 1                 | 2  |
| 8     | Letónia        |                 | 1                | 1                 | 2  |
| 10    | Austrália      |                 | 1                |                   | 1  |
| 10    | Brasil         |                 | 1                |                   | 1  |
| 10    | Hungria        |                 | 1                |                   | 1  |
| 10    | Países Baixos  |                 | 1                |                   | 1  |
| 10    | Uzbequistão    |                 | 1                |                   | 1  |
| 15    | Itália         |                 |                  | 1                 | 1  |
| TOTAL | TOTAL          | 15              | 14               | 13                | 42 |